# Gare de Lens
Gare de Lens vasútállomás Franciaországban, Lens településen.

## Vasútvonalak
Az állomást az alábbi vasútvonalak érintik:
- Arras–Dunkirk-vasútvonal

## Kapcsolódó állomások
A vasútállomáshoz az alábbi állomások vannak a legközelebb:
- Gare d’Arras
- Gare de Liévin
- Gare de Loos-en-Gohelle
- Gare de Pont-de-Sallaumines
- Gare de Sallaumines
- Gare de Billy-Montigny
- Gare d’Avion